# Margaery Tyrell
Margaery Tyrell es un personaje ficticio de la saga Canción de hielo y fuego del escritor George R.R. Martin. Si bien en la obra escrita tiene un rol secundario, el personaje cobra más importancia en la adaptación televisiva de HBO, Game of Thrones, donde es interpretada por la actriz Natalie Dormer.

## Concepción y diseño
En la saga escrita, apenas se poseen datos sobre la personalidad de Margaery Tyrell debido a que adquiere un rol secundario. Se da a entender que se trata de una mujer de carácter extrovertido y alegre, debido a que siempre se hallaba en compañía de damas, bardos, músicos o malabaristas. Aficionada también a las obras de caridad, se introducía en los barrios pobres y alternaba con la ciudadanía, lo que le hizo ganarse el cariño del pueblo. La reina Cersei Lannister, posiblemente debido a su creciente paranoia sobre Margaery, la definía como «Un lobo con piel de cordero». Se la considera también una mujer astuta, pues nada más ser encarcelada supo averiguar que Cersei estaba detrás de las acusaciones contra ella.
En la adaptación televisiva, Margaery se nos muestra como una joven ambiciosa, políticamente astuta y con capacidad de diplomacia y persuasión. No le importaba la homosexualidad de Renly Baratheon pero le recomendó que le hiciera un hijo cuanto antes para evitar rumores. Tras contraer matrimonio con Joffrey, logra manipularle de forma eficaz, al igual que hará después con el rey Tommen.

## Historia

### Choque de reyes
Margaery contrae matrimonio con Renly Baratheon, el cual con la ayuda de la Casa Tyrell se ha autoproclamado Rey de los Siete Reinos. Margaery se asienta en Puenteamago, el asentamiento de la Casa Caswell, junto a los ejércitos de Renly que se preparan para marchar hacia Bastión de Tormentas para enfrentarse a Stannis Baratheon. Sin embargo, Renly es asesinado en misteriosas circunstancias sin llegar a consumar el matrimonio.
Los Tyrell se alían con la Casa Lannister y derrotan a Stannis en la Batalla del Aguasnegras donde un ejército combinado Lannister-Tyrell vence a Stannis cuando estaba a punto de tomar la capital. Para afianzar esta nueva alianza entre el Trono de Hierro y los Tyrell, el rey Joffrey Baratheon rompe su compromiso con Sansa Stark y se promete con Margaery.

### Tormenta de espadas
Margaery se instala en Desembarco del Rey junto a su abuela Olenna Redwyne y un gran séquito de damas. Consigue ganarse el cariño del pueblo mediante actos de caridad y visitando los barrios pobres de la capital para ocuparse de los más necesitados. Por otra parte, la Casa Tyrell emerge como «salvadores» de la situación, al llevar una gran provisión de suministros a la capital, que se hallaba bajo mínimos debido a la guerra.
Margaery trata de ganarse la confianza de Sansa Stark, con el objetivo de que le cuente cómo es la auténtica personalidad del rey Joffrey. Los Tyrell tienen también la intención de casar a Sansa con Willas Tyrell, el heredero de Altojardín, plan que se frustra cuando los Lannister se enteran y casan a Sansa con Tyrion Lannister.
Finalmente se produce la boda entre Margaery y Joffrey, pero éste resulta envenenado durante el banquete nupcial. Después se revela que sus asesinos fueron la abuela de Margaery, Lady Olenna, compinchada con Petyr Baelish. Al enviudar de Joffrey, Margaery es prometida al nuevo y jovencísimo rey, Tommen Baratheon.

### Festín de cuervos
Tras casarse con Tommen, Margaery cada vez se gana más la confianza y el cariño del niño-rey, lo que desata los celos de la Regente Cersei Lannister. Esta empieza a tramar una auténtica conjura contra Margaery para acusarla de adulterio. Hace que una septa la inspeccione para verificar si es virgen, lo cual no es, aunque Cersei admite que no es una prueba fiable. Por ello convence a uno de los hermanos Kettleblack para que seduzca a Margaery y se acueste con ella, pero esta no cayó en la trampa.
Margaery se gana aún más el cariño del pueblo realizando obras de caridad y trata de convencer a Tommen de que haga lo mismo y realice obras que hagan que se gane el cariño de sus súbditos, pero todos sus intentos se ven frenados por la reina Cersei. Al mismo tiempo se entera de que su hermano Loras está agonizante después de liderar el asedio sobre Rocadragón.
Finalmente Cersei acusa a Margaery de adulterio y traición reuniendo una gran cantidad de pruebas y testigos falsos. Margaery es encerrada por la Fe de los Siete hasta que se celebre el juicio, pero en prisión confronta a Cersei y la acusa de estar detrás de la conjura contra ella. La propia reina Cersei será acusada de adulterio, incesto y traición y encerrada de igual manera. Tiempo después, la Fe de los Siete decide liberar a Margaery en vista de la debilidad de las pruebas contra ella y queda bajo la custodia de Lord Randyll Tarly hasta que salga el juicio.

## Adaptación televisiva

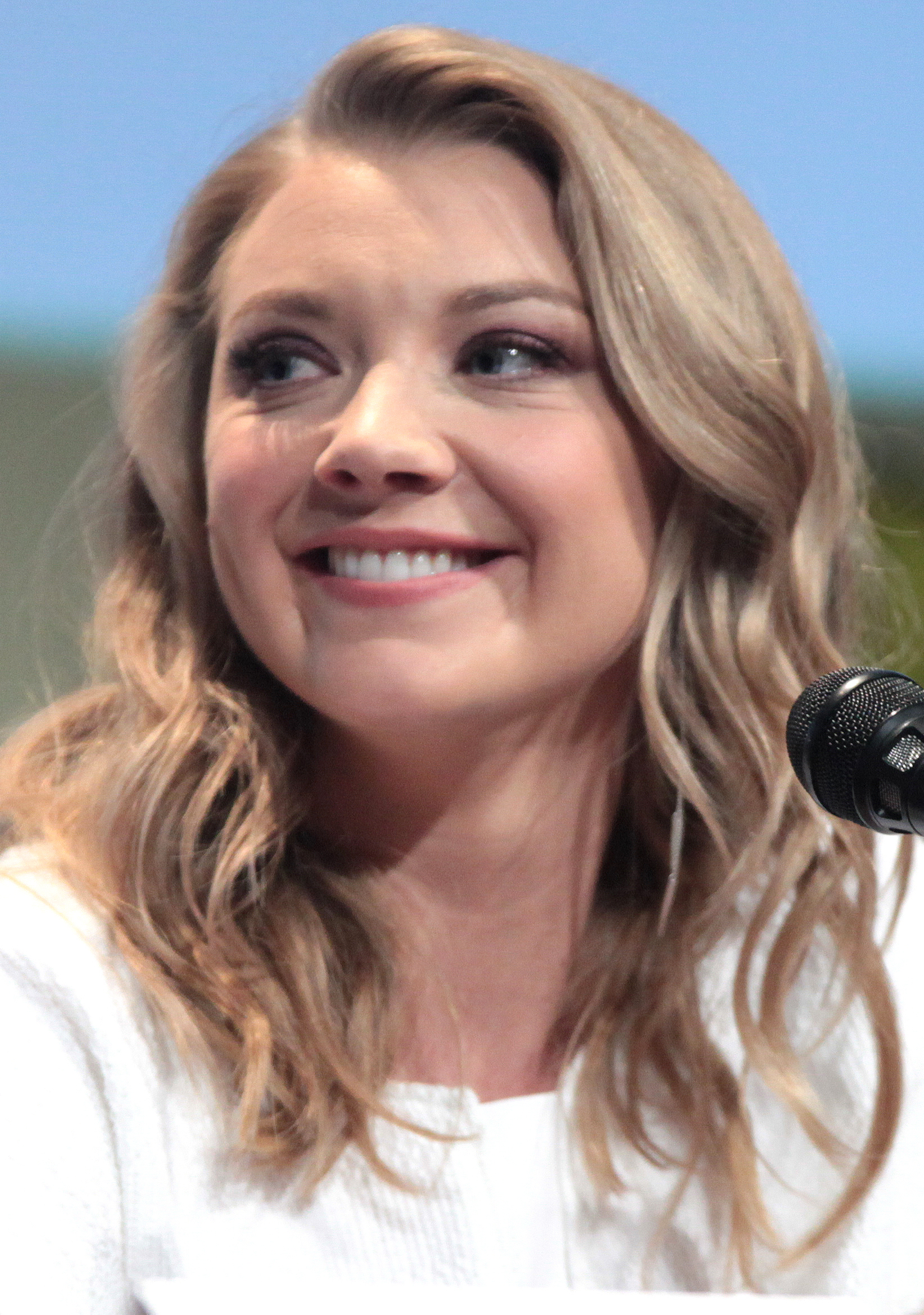
Natalie Dormer interpreta a Margaery Tyrell.

La actriz Natalie Dormer interpretó a Margaery desde la segunda temporada hasta su salida de la serie en la sexta.

### Segunda temporada
Margaery Tyrell es prometida con Renly Baratheon (Gethin Anthony), autoproclamado Rey de los Siete Reinos con el apoyo de la Casa Tyrell. El matrimonio sirve como forma de afianzar la alianza, si bien Margaery es consciente de la homosexualidad de Renly y de la relación clandestina que mantiene con su hermano Loras Tyrell (Finn Jones).
Poco antes de que se produzca la batalla contra Stannis Baratheon, Renly es asesinado en misteriosas circunstancias. Margaery queda viuda y convence a su hermano de marcharse antes de que lleguen las fuerzas de Stannis. Al mismo tiempo recibe la visita de Petyr Baelish (Aiden Gillen), enviado por el Trono de Hierro para satisfacer los deseos de Margaery de convertirse en Reina.

No quiero ser reina... quiero ser la Reina
Margaery a Petyr Baelish

Los Tyrell y la Casa Lannister se convierten en aliados, venciendo juntas a Stannis en la Batalla del Aguasnegras. Como forma de recompensar a los Tyrell por su ayuda en la batalla, el rey Joffrey Baratheon (Jack Gleeson) anuncia su compromiso con Margaery.

### Tercera temporada
Margaery trata de ganarse la confianza de su nuevo prometido, siguiendo las instrucciones de su abuela Lady Olenna (Diana Rigg). Margaery se convierte también en una figura habitual en los barrios pobres de Desembarco del Rey, tratando de ganarse el cariño del populacho mediante obras de caridad.
La reina Cersei (Lena Headey) percibe los intentos de Margaery de acercarse a su hijo. Al observar cómo el pueblo aclama a Joffrey y a Margaery, Cersei comienza a ver que puede perder el control sobre su hijo, advirtiéndole sobre ello a su padre, Tywin Lannister (Charles Dance).

### Cuarta temporada
Margaery y Joffrey contraen matrimonio finalmente, con un suntuoso banquete y extravagantes celebraciones. Durante el banquete Margaery está visiblemente molesta por el cruel sentido del humor y falta de modales de su nuevo esposo, sobre todo para con su tío, Tyrion Lannister (Peter Dinklage). Mientras tomaba vino, Joffrey comienza a asfixiarse; cae al suelo entre convulsiones y sangrando profusamente por la nariz, la boca y los ojos, para finalmente morir en brazos de su madre. Tyrion es arrestado acusado de instigar su asesinato.
Margaery habla con Olenna sobre la muerte de Joffrey. Su abuela reconoce que ella fue la instigadora de su asesinato, afirmando que nunca permitiría que estuviera casada con un monstruo como Joffrey, y creyendo que ahora su posición sería mucho más fácil con el dócil y afable Tommen (Dean-Charles Chapman), el futuro rey. Lady Olenna insiste en que su alianza con los Lannister sigue siendo necesaria y sugiere a Margaery que seduzca al joven Tommen. Durante una noche, Margaery se cuela en sus aposentos.

### Quinta temporada
Margaery y Tommen contraen finalmente matrimonio en el Gran Septo de Baelor. Tras consumar el matrimonio en la noche de bodas, Margaery le sugiere a Tommen que envíe a su madre de vuelta a Roca Casterly, creyendo que mientras ella esté en la capital no podrá actuar con independencia, plan que fracasa cuando Cersei se niega y se da cuenta de que Margaery quiere librarse de ella.
Cersei aúpa al Gorrión Supremo (Jonathan Pryce) al mando de la Fe, reinstaurando la Fe Militante. El Gorrión decide juzgar a Loras Tyrell por sodomía, encontrándole culpable gracias a la declaración de Olyvar, un prostituto amante de Loras al servicio de Meñique. Margaery, que en el juicio contra Loras juró que su hermano era inocente de los cargos, fue arrestada igualmente, sin que Tommen pudiera hacer nada por evitarlo. Encerrada en una mazmorra, recibe la visita de Cersei, que se muestra comprensiva y amable con ella; Margaery la insulta y le exige que no vuelva nunca más, pues sabe que Cersei está detrás de su arresto.

### Sexta temporada
Margaery continúa en prisión, donde recibe las presiones de la septa Unella (Hannah Waddingham) para que confiese. El Gorrión Supremo también se niega a que pueda ver a Tommen, el cual no hace nada para poder rescatarla, más ante los rumores de que el Gorrión Supremo planea someter a Margaery al paseo de la penitencia igual que hizo con Cersei.
Finalmente, Margaery consigue el permiso del Gorrión Supremo para reencontrarse con su marido. Para su sorpresa, Margaery está muy cambiada: se ha convertido en una devota de la Fe de los Siete y admite que tanto ella como su hermano deben pagar por sus pecados. Los Tyrell tampoco están quietos y planean un movimiento contra la Fe reuniendo un ejército con el que arrestar al Gorrión Supremo; sin embargo, su plan fracasa cuando Tommen decide plegarse ante la Fe.
Como forma de que pueda continuar su vida marital con Tommen, el Gorrión Supremo permite que Margaery regrese con Tommen a la Fortaleza Roja. Lady Olenna visita a su nieta, la cual la insta a regresar cuanto antes a Altojardín y le hace llegar una nota donde se muestra que Margaery sigue siendo leal a la Casa Tyrell y su aparente «conversión» es pura fachada.
En el Gran Septo de Baelor, durante el juicio contra Ser Loras y Cersei, con la reina Margaery, su padre Lord Mace Tyrell (Roger Ashton-Griffiths), Kevan Lannister y gran parte de la corte de Desembarco del Rey entre los asistentes. Ser Loras reconoce sus pecados y acepta unirse a la Fe Militante como forma de realizar su penitencia. 
A continuación comienza el juicio contra Cersei, pero ni ella ni Tommen están presentes, lo cual inquieta a Margaery. Esta trata de persuadir al Gorrión Supremo de que corren peligro y deben desalojar el Gran Septo, sin embargo, el Gorrión Supremo no lo consiente. En ese momento, el fuego valyrio acumulado bajo el Gran Septo de Baelor es prendido, matando a todos los que se hallaban en su interior y a gran parte de la población en sus proximidades, en un plan orquestado por Cersei. Como resultado de ello, el rey Tommen se suicida arrojándose desde su ventana en sus aposentos de la Fortaleza Roja.